# 40 캐럿
《40 캐럿》(40 Carats)은 미국에서 제작된 밀튼 캇셀라스 감독의 1973년 코미디 영화이다. 리브 울만 등이 주연으로 출연하였고 M.J. 프랭코비치 등이 제작에 참여하였다. 각본은 레오나드 거쉬가 말았다.

## 출연

### 주연
- 리브 울만
- 에드워드 알버트

### 조연
- 진 켈리
- 비니 반즈
- 데보라 래핀
- 빌리 그린 부쉬
- 낸시 월커

## 기타
- 원작자: 피에르 발리레
- 원작자: 장-피에르 그레디
- 미술: 로버트 클랫워시
- 세트: 조지 제임스 홉킨스
- 의상: 진 루이스